# Аракелов, Борис Аршакович
Борис Аршакович Аракелов (23 ноября 1938, Ленинград — 14 декабря 2002, там же) — советский актёр театра и кино.

## Биография
Окончил ГИТИС им. А. В. Луначарского (1969).

## Фильмография
1. 1954 — Кортик — Генка Петров
2. 1955 — Максим Перепелица — эпизод
3. 1955 — Два капитана — Ромашка в детстве
4. 1956 — Искатели
5. 1957 — Рядом с нами — Юра, токарь
6. 1958 — Наш корреспондент
7. 1958 — Город зажигает огни
8. 1958 — Флаги на башнях
9. 1959 — Повесть о молодожёнах
10. 1960 — Балтийское небо — шофёр
11. 1961 — Горизонт — фотограф-любитель (нет в титрах)
12. 1962 — После свадьбы
13. 1963 — Пока жив человек
14. 1963 — День счастья — работник телеателье
15. 1963 — Каин XVIII
16. 1965 — Рабочий посёлок
17. 1965 — Знойный июль
18. 1967 — Мятежная застава
19. 1967 — Хроника пикирующего бомбардировщика — оружейник на самолёте
20. 1967 — Четыре страницы одной молодой жизни — Литвинов
21. 1968 — На войне, как на войне
22. 1971 — Даурия — Митька
23. 1972 — Гонщики — Петя
24. 1972 — Боба и слон — лейтенант милиции
25. 1973 — Солёный пёс
26. 1974 — Старые стены
27. 1974 — Блокада — солдат, закрывший ДЗОТ
28. 1977 — Талант
29. 1977 — Как Иванушка-дурачок за чудом ходил
30. 1977 — Степанова памятка
31. 1979 — Соловей — 1-й Гвардеец
32. 1979 — Нескладуха — безбородый мужик в картузе
33. 1980 — Выстрел в спину
34. 1980 — Личной безопасности не гарантирую…
35. 1980 — Тайное голосование
36. 1981 — Личная жизнь директора
37. 1982 — Людмила
38. 1983 — Пацаны
39. 1983 — Жизнь Клима Самгина (телесериал)- Игнаша
40. 1983 — Ослиная шкура
41. 1984 — Ольга и Константин
42. 1984 — Восемь дней надежды
43. 1984 — Милый, дорогой, любимый, единственный… — эпизод
44. 1985 — Снегурочку вызывали?
45. 1987 — Сказка про влюблённого маляра
46. 1990 — Адвокат (Убийство на Монастырских прудах)
47. 1990 — Рок-н-ролл для принцесс — трактирщик
48. 1991 — Хмель
49. 1992 — Деревня Хлюпово выходит из Союза
50. 1992 — Лестница света
51. 1994 — Русская симфония
52. 1995 — Чёрная вуаль
53. 2000 — Убойная сила (3-я серия. «Умирать подано») — отец изнасилованной